# Corten acél
A corten acél (weathering steel, COR-TEN steel) − időjárásálló acél. A corten acél az acélötvözetek csoportja, amelyeket azért fejlesztettek ki, hogy kiküszöböljék a festés szükségességét egy stabil külső rozsdaréteg kialakításával. Gyakran a COR-TEN acél általános védjegyként emlegetik, ugyanis a U.S. Steel (USS; United States Steel Corporation) a COR-TEN név bejegyzett védjegye.
A COR-TEN név ennek az acéltípusnak a két megkülönböztető tulajdonságára utal: a korrózióállóságra és a szakítószilárdságra. Bár a USS 2003-ban eladta diszkrét lemezüzletágát az International Steel Groupnak  (ArcelorMittal), továbbra is COR-TEN márkájú anyagokat értékesít.
A márka összes ötvözete közös gyártásban és felhasználásban van.
A felületi oxidáció kialakulása általában hat hónapot vesz igénybe, de a felületkezelések ezt akár egy órára is felgyorsíthatják.
Az amerikai Byramji D. Saklatwalla még 1932-ben kért szabadalmat egy acélötvözetre réz, foszfor, szilícium, nikkel és króm adalékokkal. A United States Steel Corporation pedig továbbfejlesztette corten acélt a nagy időjárásállósággal.
A corten acél napjaink egyik legnépszerűbb építő- és burkolóanyaga.

## Képek

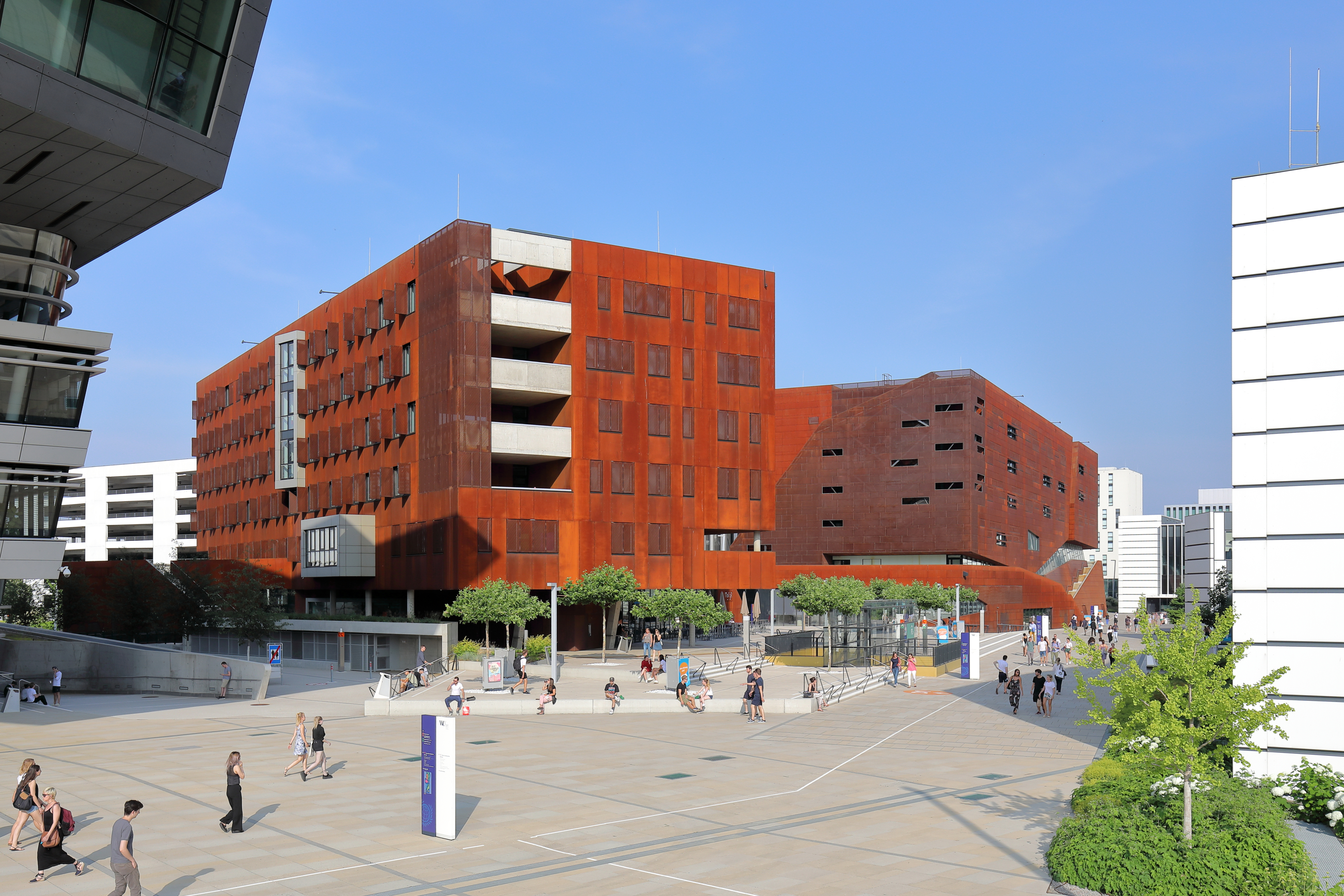
Üzleti egyetem, Bécs
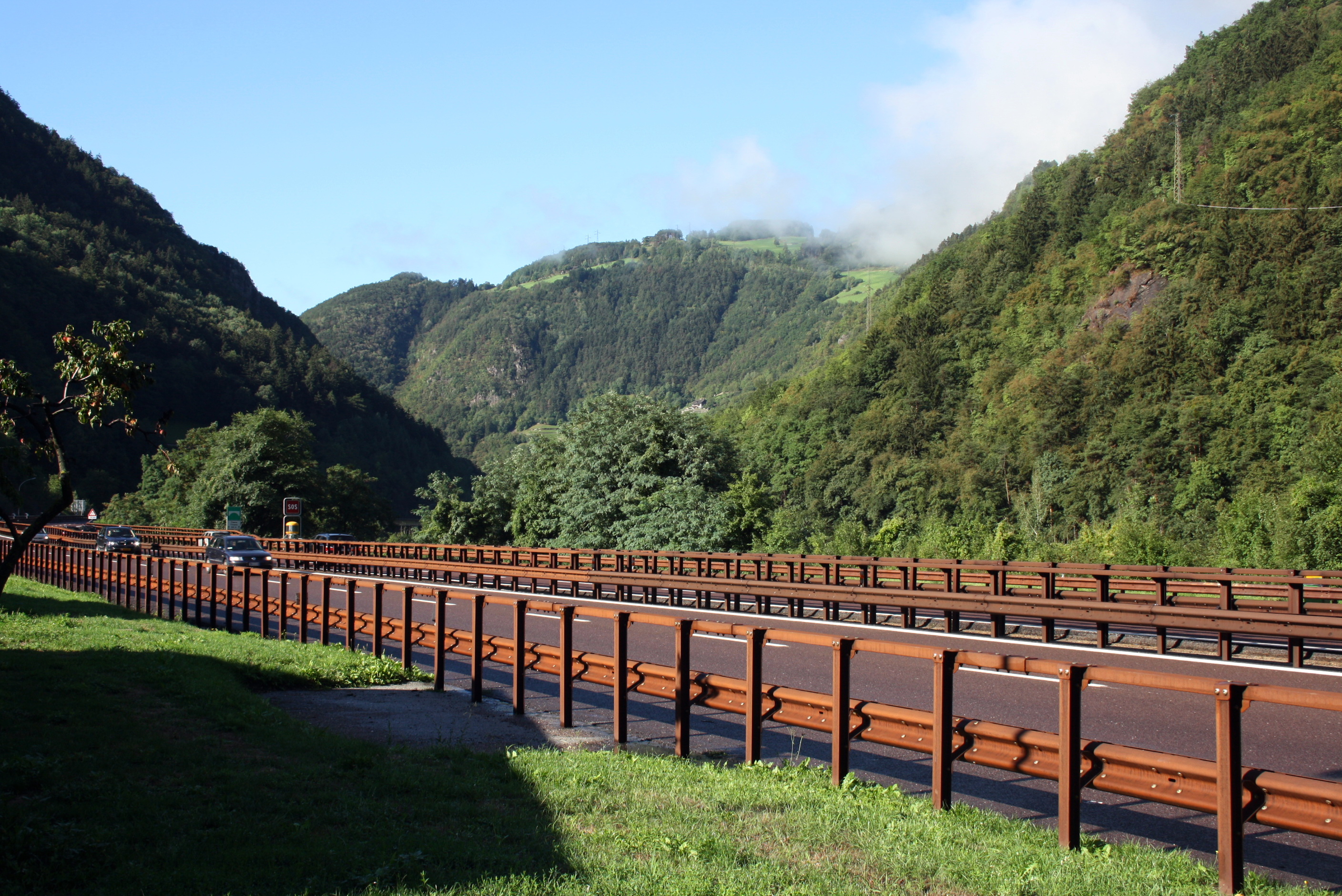
Autostrada_A22, Olaszország
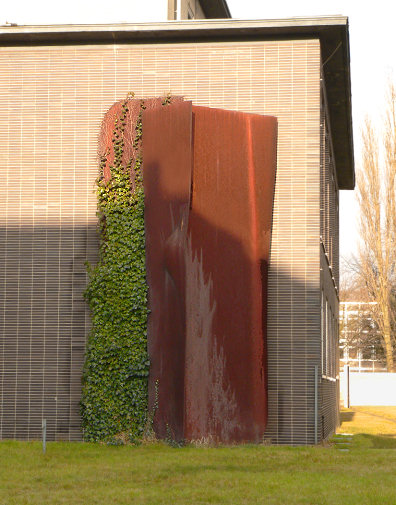
Hannover
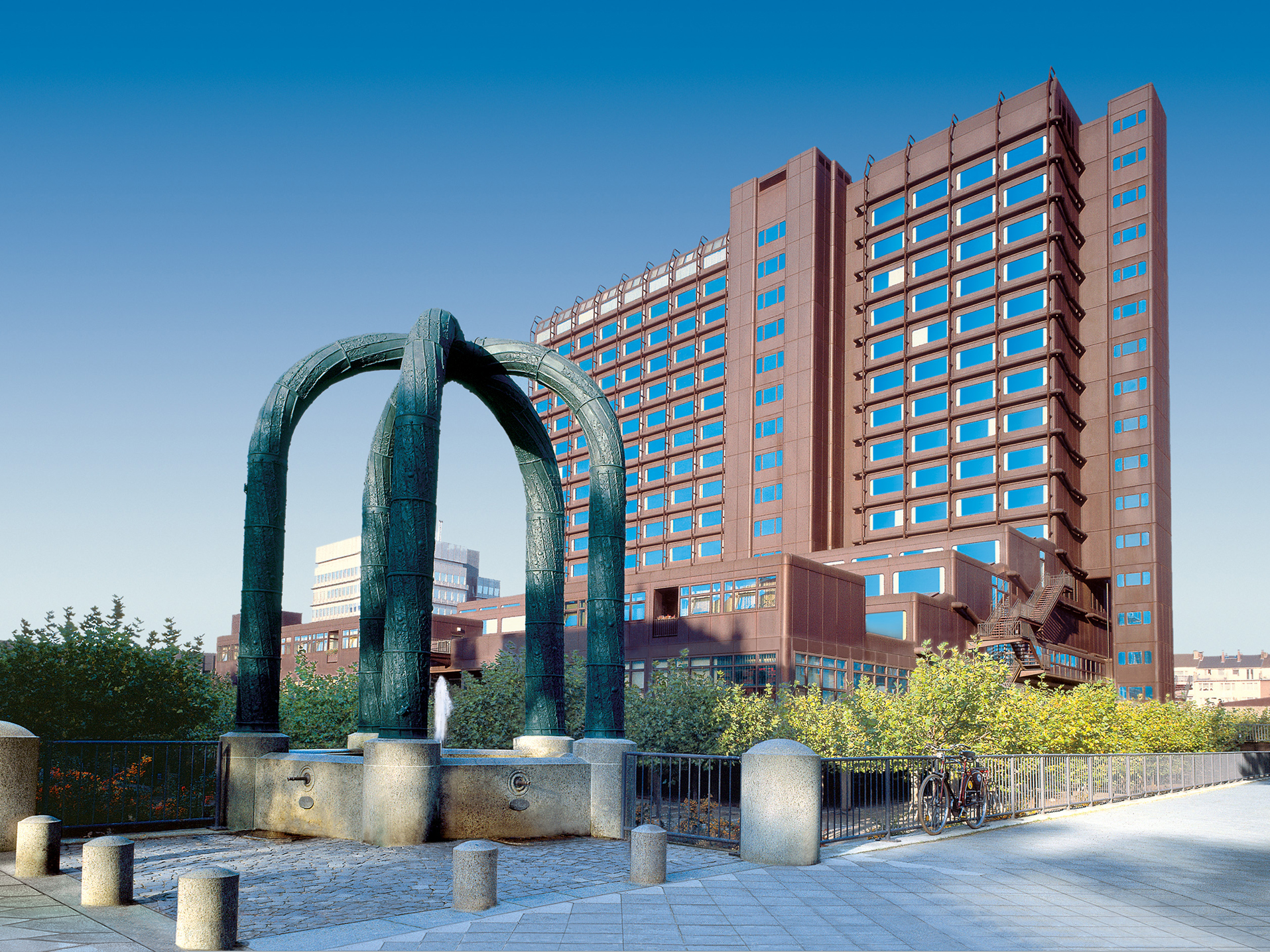
Düsseldorf
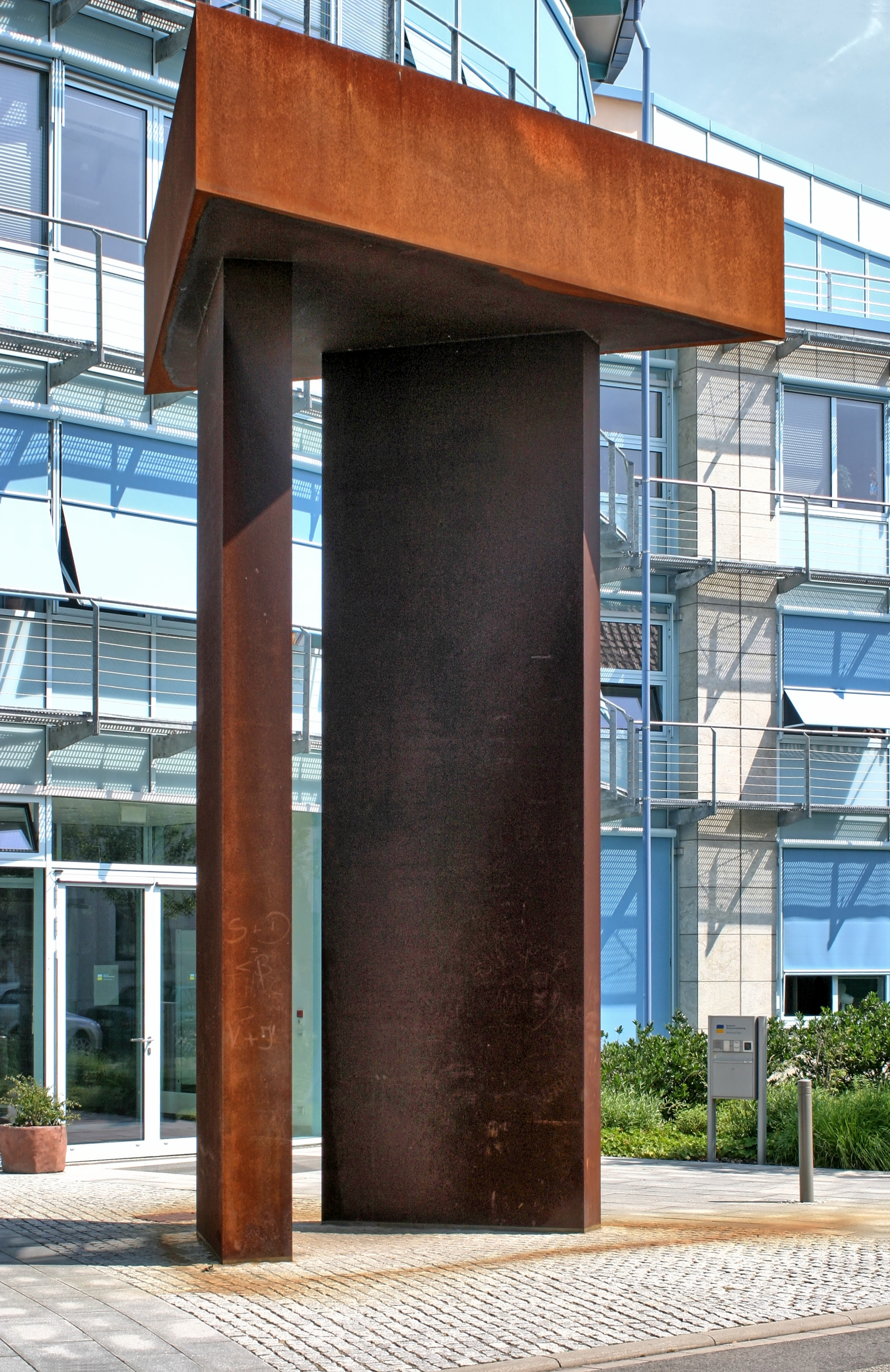
Pfalz
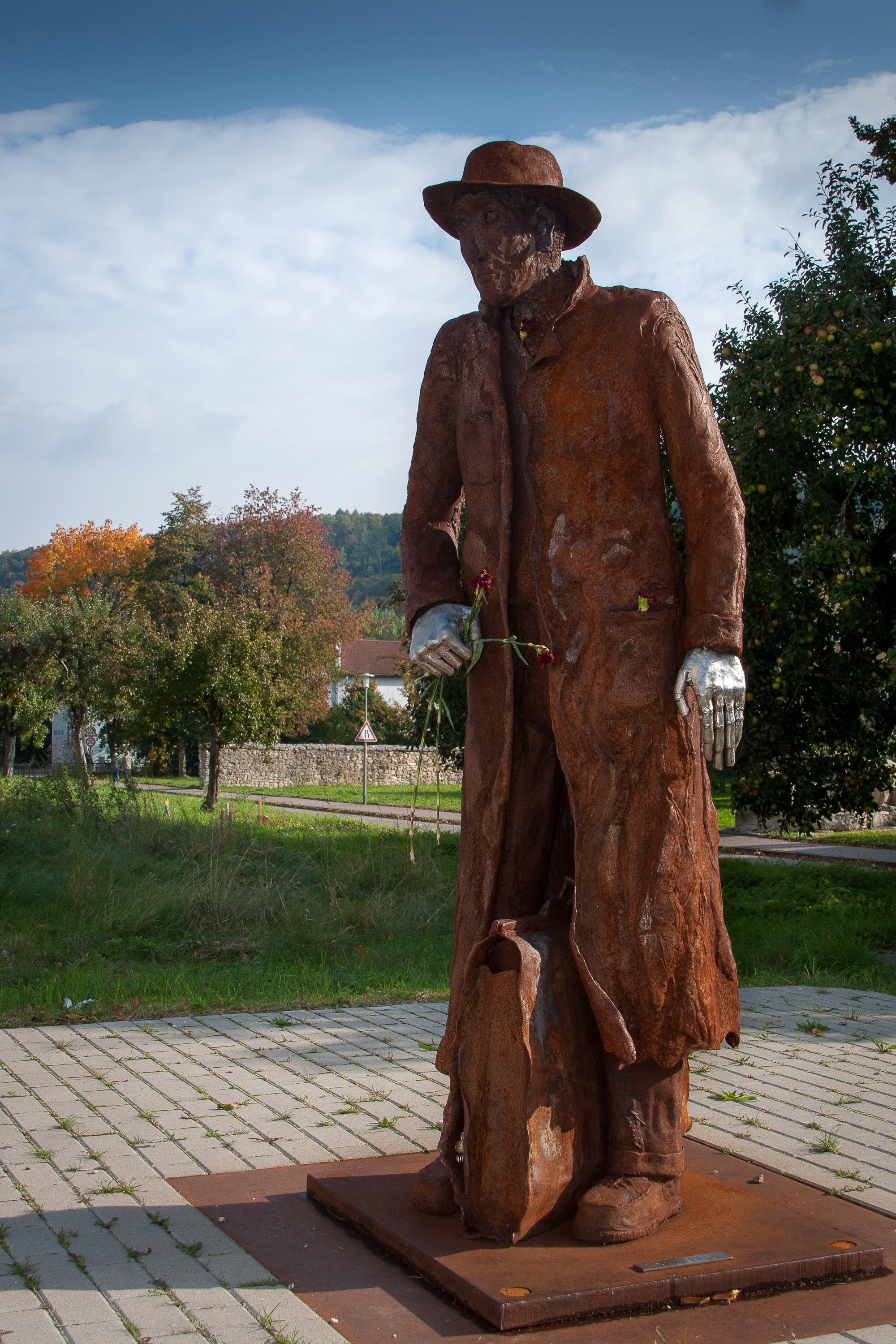
Georg Elser szobra, Koenigsbronn, Németország
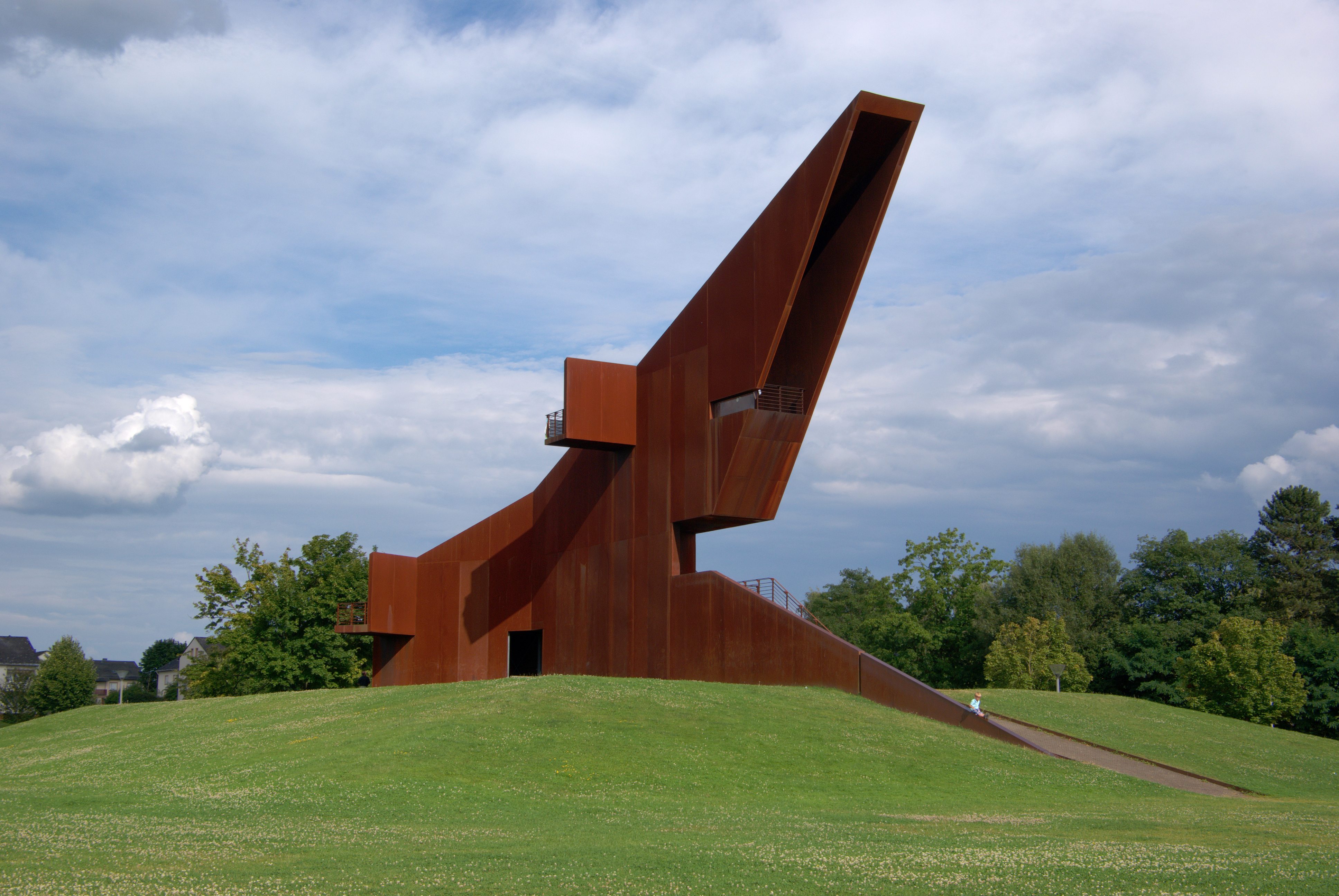
Az álmok és vágyak tornya, Luxemburg, Trier
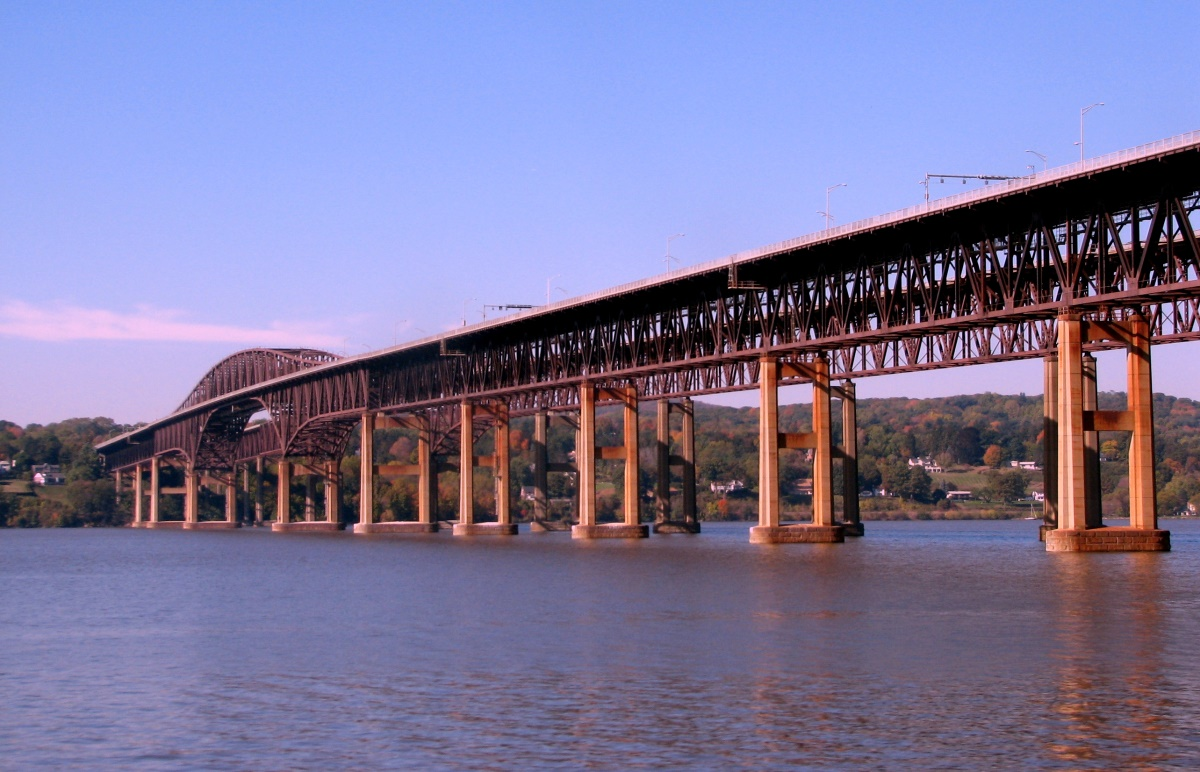
Vasuti híd a Hudson folyón

## Szobrok
A cortenacélból készült szobrok: Bernar Venet, Gérard Lardeur, Philippe Desloubières és Étienne Viard (francia művek), a spanyol: Eduardo Chillida, az olasz: Mauro Staccioli, a francia-mexikói: Jorge Dubon.
A világ egyik legnagyobb corten installációja, a „The Matter of Time” Richard Serra 8 monumentális szobrából álló csoport. Ezeket a gigantikus geometriai formákat a spanyolországi Bilbaóban, a Guggenheim Múzeum mutatta be.
Marino Di Teana „Szabadság” szobra a (Fontenay állomással szemben), az egyik legnagyobb corten acél szobor Európában.
2007-ben François Delarozière készítette el a Calais-i csatorna kilátóját, egy corten acélból készült önhordó szerkezetet, amely az egykori vágóhidak használaton kívüli víztornyát veszi körül.